# Science-Fiction-Filme der 1920er Jahre
Die Liste der Science-Fiction-Filme der 1920er Jahre gibt einen chronologischen Überblick über Kinoproduktionen, die im Zeitraum von 1920 bis 1929 in diesem Genre gedreht wurden. Bei der Nutzung ist zu beachten, dass ein Großteil der aufgeführten Filme sich mit artverwandten Genres aus dem Bereich der Phantastik wie Horror und Fantasy überschneidet, aber auch Komödie. Die Liste erhebt keinen Anspruch auf Vollständigkeit. Die Titel entsprechen im Fall verschiedener Benennungen dem Wikipedia-Lemma, die Namen der Regisseure der im jeweiligen Film angegebenen Form.
Die Titelauswahl entspricht den auf der Hauptseite Liste von Science-Fiction-Filmen präsentierten Forschungsansätzen von Ronald M. Hahn und Volker Jansen (Lexikon des Science Fiction-Films) und Thomas Koebner (Filmgenres: Science Fiction). Sammelquellen wie epd Film, Filmdienst und IMDb dienen als zusätzliche Orientierungshilfe, sind den genre-basierten Fachwerken jedoch thematisch unterstellt.

## 1920
| Titel                                           | Regie                    | Produktionsland    |
| ----------------------------------------------- | ------------------------ | ------------------ |
| Algol                                           | Hans Werckmeister        | Deutsches Reich    |
| Der Januskopf                                   | Friedrich Wilhelm Murnau | Deutsches Reich    |
| Dr. Jekyll and Mr. Hyde                         | J. Charles Haydon        | Vereinigte Staaten |
| Dr. Jekyll und Mr. Hyde Dr. Jekyll and Mr. Hyde | John S. Robertson        | Vereinigte Staaten |
| Nachtgestalten                                  | Richard Oswald           | Deutsches Reich    |

## 1921
| Titel                               | Regie            | Produktionsland    |
| ----------------------------------- | ---------------- | ------------------ |
| Die Blitzzentrale                   | Valy Arnheim     | Deutsches Reich    |
| Die Herrin von Atlantis L’Atlantide | Jacques Feyder   | Frankreich         |
| L’uomo meccanico                    | André Deed       | Königreich Italien |
| Zwischen Flammen und Fluten         | Carl Heinz Wolff | Deutsches Reich    |

## 1924
| Titel                         | Regie               | Produktionsland |
| ----------------------------- | ------------------- | --------------- |
| Aelita Аэлита                 | Jakow Protasanow    | Sowjetunion     |
| Orlac’s Hände                 | Robert Wiene        | Österreich      |
| Die Stadt ohne Juden          | Hans Karl Breslauer | Österreich      |
| Die Unmenschliche L’Inhumaine | Marcel L’Herbier    | Frankreich      |

## 1925
| Titel                                     | Regie                                                  | Produktionsland    |
| ----------------------------------------- | ------------------------------------------------------ | ------------------ |
| Lutsch Smerti Луч смерти                  | Lew Kuleschow                                          | Sowjetunion        |
| Paris schläft Paris qui dort              | René Clair                                             | Frankreich         |
| Der Turm des Schweigens                   | Johannes Guter                                         | Deutsches Reich    |
| Dr. Palmers unheimliches Haus The Monster | Roland West                                            | Vereinigte Staaten |
| Die verlorene Welt The Lost World         | Harry O. Hoyt, Willis O’Brien                          | Vereinigte Staaten |
| Wunder der Schöpfung                      | Hanns Walter Kornblum, Johannes Meyer, Rudolf Biebrach | Deutsches Reich    |

## 1927
| Titel                | Regie               | Produktionsland |
| -------------------- | ------------------- | --------------- |
| Metropolis           | Fritz Lang          | Deutsches Reich |
| Die Welt ohne Waffen | Gernot Bock-Stieber | Deutsches Reich |

## 1928
| Titel   | Regie         | Produktionsland |
| ------- | ------------- | --------------- |
| Alraune | Henrik Galeen | Deutsches Reich |

## 1929
| Titel                      | Regie          | Produktionsland        |
| -------------------------- | -------------- | ---------------------- |
| 100.000 unter roten Fahnen | Phil Jutzi     | Deutsches Reich        |
| Frau im Mond               | Fritz Lang     | Deutsches Reich        |
| Giftgas                    | Michail Dubson | Deutsches Reich        |
| High Treason               | Maurice Elvey  | Vereinigtes Königreich |
| Die mysteriöse Insel       | Lucien Hubbard | Vereinigte Staaten     |